# Housefull
Housefull  è un film commedia, diretto da Sajid Khan, uscito nelle sale dell'India in aprile 2010.

## Trama
Si intrecciano alcune storie d'amore, di tradizioni e modernità. Aarush è un uomo poco fortunato, ma pensa che la situazione si ribalterà se riuscirà a trovare il vero amore. Per questo motivo avvia relazioni con tre diverse ragazze e si augura che almeno una si riveli quella giusta. Alla fine decide di sposarle tutte e tre.

## Produzione
Commedia romantica girata a Londra e sul Gargano, più precisamente tra Vieste e Mattinata.

## Distribuzione
La pellicola è uscita in 750 sale dell'India ed è stato il secondo maggiore incasso di sempre nella storia del cinema indiano, con 400 milioni di spettatori. La casa di produzione ha raggiunto un accordo con il maggior tour operator indiano per vendere pacchetti viaggio per la Puglia al pubblico che ha apprezzato gli scenari e i luoghi dove il film è ambientato.

## Cast
Il protagonista Akshay Kumar è uno degli attori di Bollywood di maggiore spicco. Deepika Padukone, nella parte della protagonista, è un'attrice e modella indiana, vincitrice del "Filmfare Best Female Debut Award". Sajid Khan ha diretto anche il film Heyy Babyy (2007) ed ha girato poi, sempre in Puglia le pellicole: Bachna Ae Haseeno.